# 道の駅番屋
道の駅番屋（みちのえき ばんや）は、福島県南会津郡南会津町にある国道352号の道の駅である。

## 施設
- 駐車場
  - 普通車19台
  - 大型車2台
  - 身障者用：2台
- トイレ
  - 14器
  - 身障者用：1器
- 公衆電話：1台
- 売店（8:00 - 17:00）
- レストラン（8:00 - 17:00）

## 休館日
- 毎週火曜日（祝日の場合は翌水曜日）
- 1月1日 - 1月3日

## アクセス
- 国道352号 - 登録路線

## 周辺の施設など
- 尾瀬国立公園
- 会津高原たかつえスキー場
- 白樺牧場